# Grécia Clássica
Grécia Clássica foi um período de cerca de 200 anos (séculos V e IV antes de Cristo) na cultura grega. Este período clássico viu a anexação de grande parte da Grécia moderna pelo Império Aquemênida e sua posterior independência. A Grécia Clássica teve uma poderosa influência sobre o Império Romano e sobre os fundamentos da civilização ocidental. Grande parte da política  moderna, pensamento artístico (arquitetura, escultura), pensamento científico, teatro, literatura e filosofia deriva deste período da história grega. No contexto da arte, da arquitetura e da cultura da Grécia Antiga, o Período Clássico, às vezes chamado de Período Helênico, corresponde à maioria dos séculos V e IV a.C. (as datas mais comuns são a queda do último tirano ateniense em 510 a.C. e a morte de Alexandre, o Grande em 323 a.C.). O Período Clássico, nesse sentido, segue o Período Arcaico e, por sua vez, é sucedido pelo Período Helenístico.

## Histórico

### Guerras Médicas

Mapa com os eventos das Guerras Médicas

O Período Clássico estende-se entre 500 e 338 a.C. e é dominado por Esparta e Atenas. Cada um destas pólis desenvolveu o seu modelo político (a oligarquia militarista em Esparta e a democracia aristocrata em Atenas).
Ao nível externo verifica-se a ascensão do Império Aquemênida quando Ciro II conquista o reino dos medos. O Império Aquemênida prossegue uma política expansionista e conquista as cidades gregas da costa da Ásia Menor. Atenas e Erétria apoiam a revolta das cidades gregas contra o domínio persa, mas este apoio revela-se insuficiente já que os jónios são derrotados: Mileto é tomada e arrasada e muitos jónios decidem fugir para as colónias do Ocidente. O comportamento de Atenas iria gerar uma reacção persa e esteve na origem das Guerras Médicas (490-479 a.C.).
Em 490 a.C. a Ática é invadida pelas forças persas de Dario I, que já tinham passado por Erétria, destruindo esta cidade. O encontro entre atenienses e persas ocorre em Maratona, saldando-se na vitória dos atenienses, apesar de estarem em desvantagem numérica.
Dario prepara a desforra, mas falece em 485 a.C., deixando a tarefa ao seu filho Xerxes I que invadiu a Grécia em 480 a.C. Perante a invasão, os gregos decidem esquecer as diferenças entre si e estabelecem uma aliança composta por 31 cidades, entre as quais Atenas e Esparta, tendo sido atribuída a esta última o comando das operações militares por terra e pelo mar. As forças espartanas lideradas pelo rei Leónidas I conseguem temporariamente bloquear os persas na Batalha das Termópilas, mas tal não impede a invasão da Ática. O general Temístocles tinha optado por evacuar a população da Ática para Salamina e sob a direcção desta figura Atenas consegue uma vitória sobre os persas em Salamina. Em 479 a.C. os gregos confirmam a sua vitória desta feita na Batalha de Plateias. A frota persa foge para o mar Egeu, onde em 478 a.C. é vencida em Mícale.

### Guerra do Peloponeso

Liga de Delos (Império ateniense) depois da Guerra do Peloponeso em

Com o fim das Guerras Médicas, e em resultado da sua participação decisiva no conflito, Atenas torna-se uma cidade poderosa, que passa a intervir nos assuntos do mundo grego. Esparta e Atenas distanciam-se e entram em rivalidade, encabeçando cada um delas uma aliança política e militar: no caso de Esparta era a Liga do Peloponeso e no caso de Atenas a Liga de Delos. Esta última foi fundada em 477 a.C. e era composta essencialmente por estados marítimos que encontravam-se próximos do mar Egeu, que temiam uma nova investida persa. O centro administrativo da liga era a ilha de Delos.
Para poder atingir o seus objectivos a liga precisava possuir uma frota. Os seus membros poderiam contribuir para a formação desta com navios ou dinheiro, tendo muitos estados optado pela última opção. Com o tempo Atenas afirma-se como o estado mais forte da liga, facto simbolizado com a transferência do tesouro de Delos para Atenas em 454 a.C.. Os Atenienses passam a considerar qualquer secessão da Liga como um acto de traição e punem os estados que tentam fazê-lo. Esparta aproveita este clima para realizar a sua propaganda.
As relações entre as duas pólis atingem o grau de saturação em 431 a.C., ano em que se inicia a guerra. As causas para esta guerra, cuja principal fonte para o seu conhecimento é o historiador Tucídides, são essencialmente três. Antes do conflito Atenas prestara ajuda a Córcira, ilha do mar Jónio fundada por Corinto (aliada de Esparta), mas que era completamente independente. Atenas também decretara sanções económicas contra Mégara, justificadas com base em uma alegada transgressão de solo sagrado entre Mégara e Atenas. Para além disso, Atenas realiza um bloqueio naval à cidade de Potideia, no norte da Grécia, sua antiga aliada que se revoltara e pedira ajuda a Corinto[carece de fontes?].
Esparta lança um ultimato a Atenas: deve levantar as sanções a Mégara e suspender o bloqueio a Potideia. Péricles consegue convencer a assembleia a rejeitar o ultimato e a guerra começa. Os atenienses adoptam a estratégia proposta por Péricles, que advogava que a população dos campos se concentrasse no interior das muralhas de Atenas; os alimentos e os recursos chegariam através do porto do Pireu. Contudo, a estratégia teve um resultado imprevisível: a concentração da população, aliada a condições de baixa higiene provocou a peste que atingiu ricos e pobres e o próprio Péricles. A guerra continuou até 422 a.C. ano em que Atenas é derrotada em Anfípolis. Na batalha morrem o general espartano Brásidas e o ateniense Cléon, ficando o ateniense Nícias em condições de estabelecer a paz (Paz de Nícias, 421 a.C.). Apesar do suposto cessar das hostilidades, entre 421 e 414 as duas pólis continuam a combater, não directamente entre si, mas através do seus aliados, como demonstra a ajuda secreta dada a Argos por Atenas. Em 415 a.C. Alcibíades convenceu a Assembleia de Atenas a lançar um ataque contra Siracusa, uma aliada de Esparta, em expedição que se revelou um fracasso. Com a ajuda monetária dos persas, Esparta construiu uma frota, que foi decisiva para vencer a guerra. Na Primavera de 404 a.C., Atenas rende-se.
Esse foi um tempo em que o mundo grego prosperou, com o fortalecimento das cidades-Estado e a produção de obras que marcariam profundamente a cultura e a mentalidade ocidental, mas foi também o período em que o mundo grego viu-se envolvido em longas e prolongadas guerras.